# His Children's Children

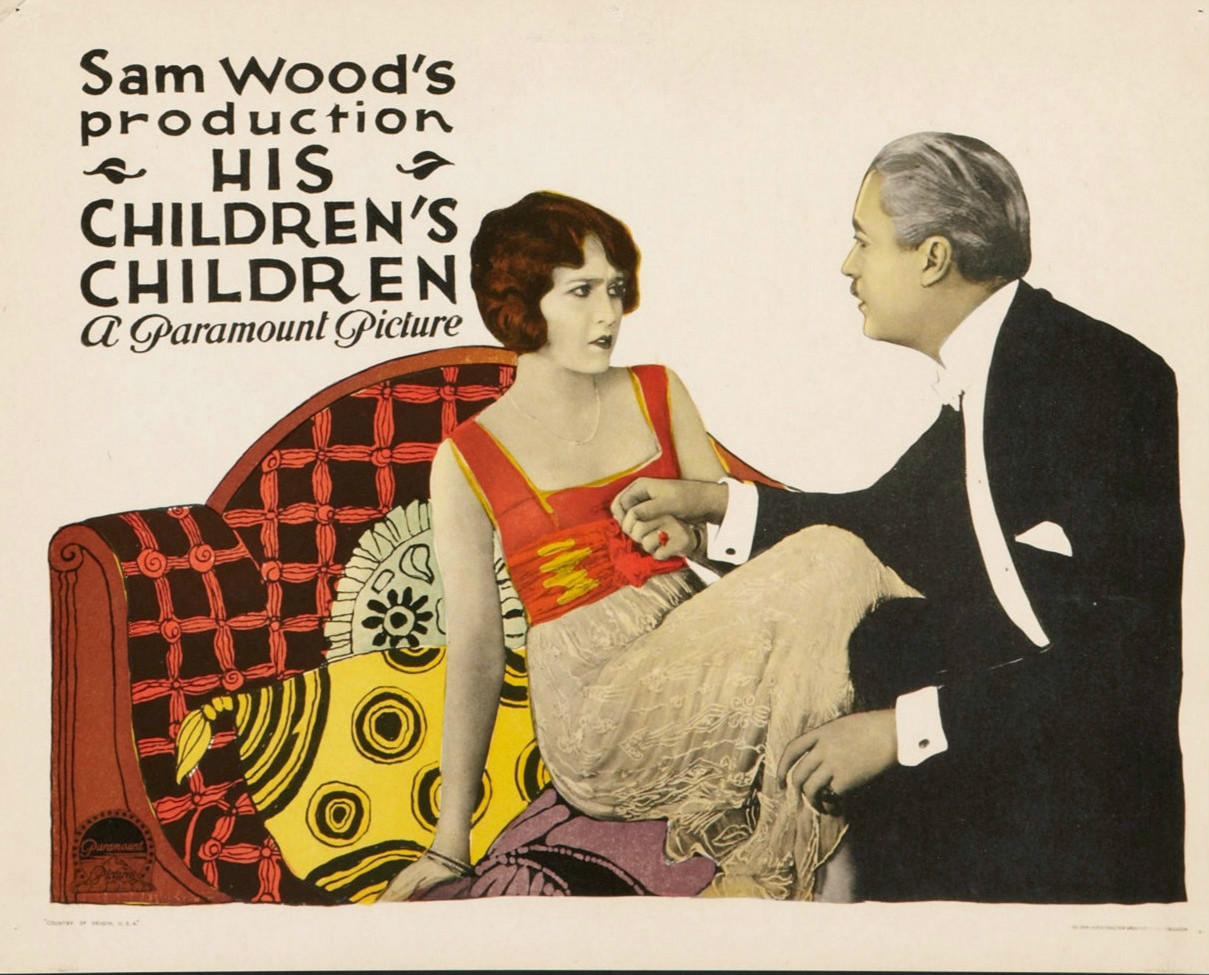
Carte promotionnelle du film

His Children's Children est un film américain réalisé par Sam Wood et sorti en 1923.

## Synopsis
Une famille très nombreuse se remémore son passé sur trois générations.

## Fiche technique
- Réalisation : Sam Wood
- Scénario : Monte M. Katterjohn d'après His Children's Children d'Arthur Train
- Production : Paramount Pictures
- Producteurs : Adolph Zukor, Jesse Lasky
- Photographie : Alfred Gilks, Osmond Borradaile
- Durée:  70 minutes (8 bobines)[1]
- Date de sortie : 4 novembre 1923

## Distribution
- Bebe Daniels : Diane
- James Rennie : Lloyd Maitland
- Dorothy Mackaill : Sheila
- Hale Hamilton : Rufus Kayne
- George Fawcett : Peter B. Kayne
- Kathryn Lean : Claudia
- Mahlon Hamilton : Larry Devereaux
- Mary Eaton : Mercedes
- Warner Oland : Dr. Dahl
- John Davidson : Florian
- Lawrence D'Orsay : Mr. Pepperill
- Sally Crute : Mrs. Wingate
- Joseph Burke : oncle Billy McGaw
- Templar Powell : Lord Harrowdale
- Dora Mills Adams : Mrs. Rufus Kayne
- H. Cooper Cliffe : Attorney Krabfleisch
- Jack Oakie (non crédité)
- Betty Bronson  (non créditée)